# Boesenbergia curtisii
Boesenbergia curtisii là một loài thực vật có hoa trong họ Gừng. Loài này được (Baker) Schltr. mô tả khoa học đầu tiên năm 1913.